# Fusible descartable

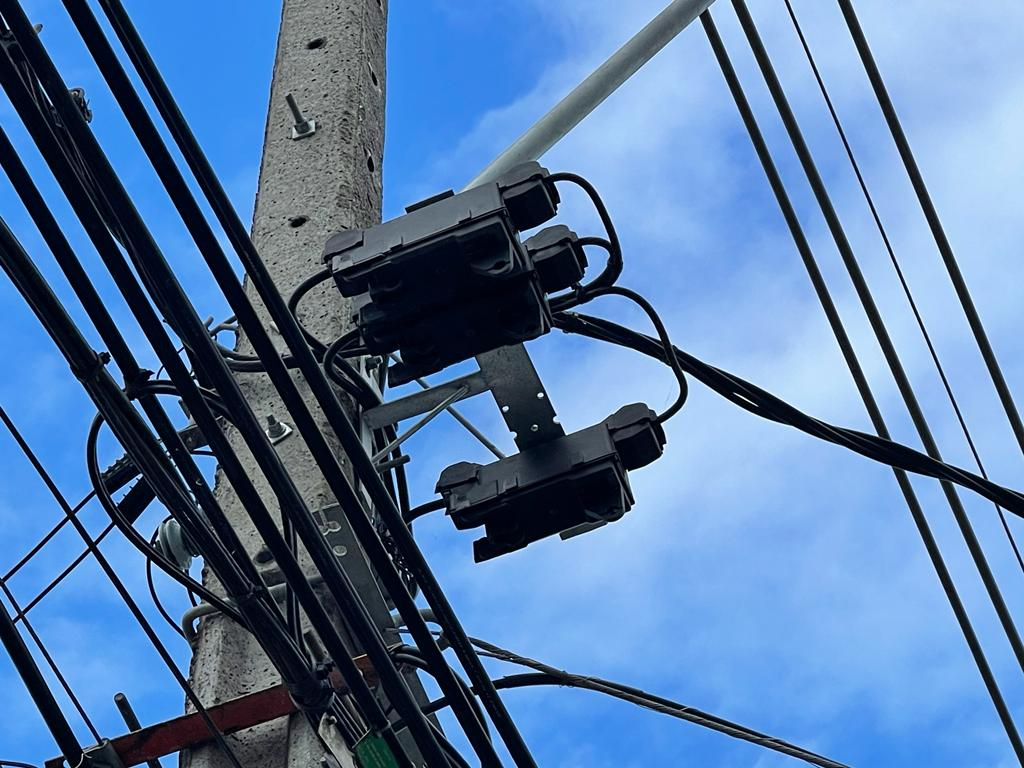
APR

El fusible descartable es aquel que, una vez operado por corriente de cortocircuito, queda desechado y se lo reemplaza por otro. Es el más difundido en la actualidad, pudiendo subdividirse a su vez en tres tipo fundamentales: alta capacidad de ruptura, baja capacidad de ruptura y miniatura.

## Alta capacidad de ruptura
El poder de ruptura se define como el valor eficaz de la corriente de cortocircuito que es capaz de soportar.

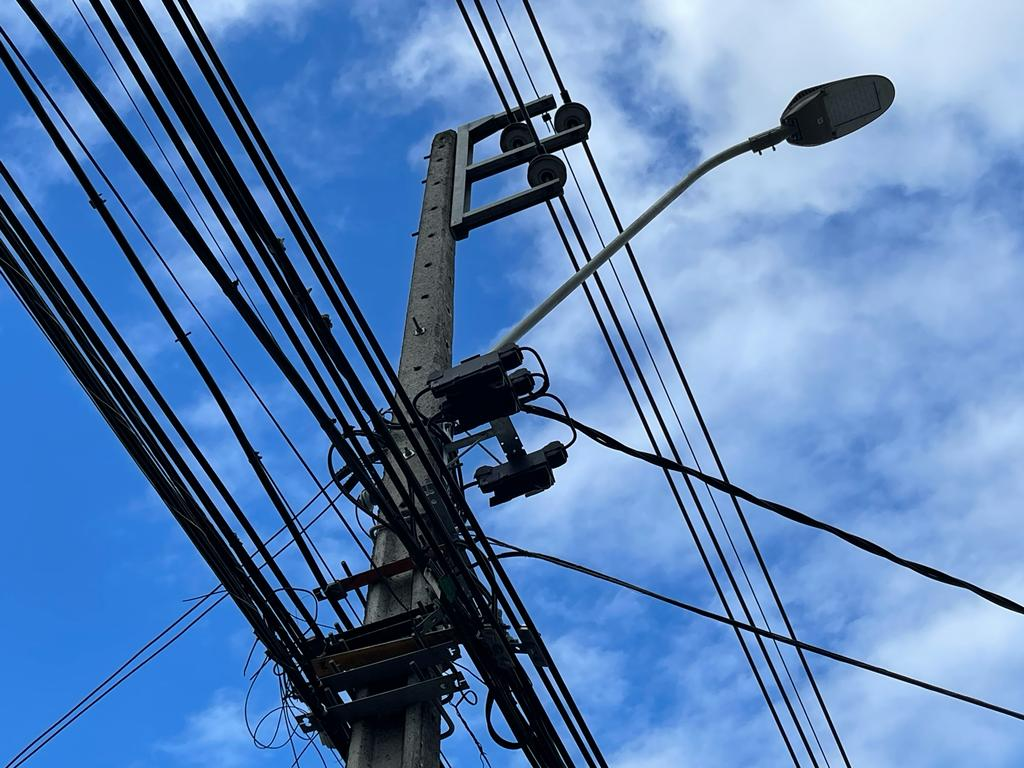
Seccionador APR para fusibles, en poste

Los fusibles de alta capacidad de ruptura, también denominados "Limitadores", son capaces de interrumpir corrientes desde valores del orden de los 10 kA. Son los dispositivos más utilizados en ambientes cerrados, con tensiones nominales desde unos pocos voltios hasta los 70 kV. Este rango tan amplio de tensiones amerita la división del estudio en fusibles de alta capacidad de ruptura de baja y media tensión. El valor de tensión límite entre estas dos categorías es de 1000 V.
Los fusibles de baja tensión y alto poder de corte, más difundidos en nuestro medio son denominados como APR, D y D0, Cilíndricos y Europeos.

Fusibles APR
Es la denominación normal en nuestro medio, impuesta por las empresas de distribución de la energía que llamaban fusible de "Alto poder de ruptura" al fusible tipo NH de la norma alemana DIN 43620. la sigla NH significa baja tensión y alta potencia. (Niederspannung Hochleistung), empleándose en los sistemas de distribución desde los años 1970. Poseen cuerpo aislante Cerámico de sección rectangular, con cuchillas extremas que actúan como contactos, poseyendo indicador visual de operación. Las características eléctricas fueron originalmente especificadas en las normas VDE 0636, pero en la actualidad, debido a la conformación de la Unión Europea y a la unificación de normas, las características dimensionales y eléctricas se encuentran especificadas en las normas IEC 60269. Se lo fabrica en siete tamaños denominados 00, 0, 1, 2, 3, 4 y 4a con corrientes nominales desde 6A hasta los 1600A, existiendo solapamiento de corrientes entre los distintos tamaños. La figura 2.1, muestra la forma característica de este tipo de fusibles.
Su campo de aplicación o clase, se indica con dos letras, siendo minúscula la primera y mayúscula la segunda. La primera letra puede ser g o a, si es g indica fusible capaz de cortar cualquier sobrecorriente que lo funda, en cambio la letra a pone en manifiesto que la mínima corriente de operación segura debe ser suministrada por el fabricante y por ello ser mayor que la mínima que lo funde. La segunda letra señala la aplicación o el equipo a proteger, siendo L para líneas y aparatos en general, R para semiconductores de potencia, M motores, Tr transformadores y B aplicaciones mineras, cuya principal característica es proteger contra sobrecalentamiento a cables extremadamente largos. De esta manera, en orden de difusión, se forman las clases gL, aM, gTr, aR, gR y gB, todos con una tensión nominal de 500V, excepto la clase gTr, que es para 400V nominales. La norma IEC 60269 define el tipo gG, el cual es totalmente equivalente al gL de la normalización alemana original. Este tipo de fusible corresponde a la categoría "para ser manipulado por personal experto", por el elevado riesgo de accidente eléctrico que presenta su manipulación. Necesita de manija extractora a fin de permitir su colocación y retiro en forma segura para el operador, la cual se encuentra estandarizada por las normas de referencia. La manipulación de esta manija requiere pericia, ya que la maniobra debe hacerse con firmeza y rapidez, fundamentalmente su colocación ya que en caso de cerrar en falla el arco debe producirse y extinguirse dentro del fusible y nunca en el contacto cuchilla - base portafusible. Un accesorio bastante difundido es la denominada cuchilla de neutro, que no es otra cosa que un trozo de conductor con dimensiones similares a la cuchilla normalizada, con el largo total del fusible y contando con los "cuernos" o enganches para permitir su manipulación con la manija extractora. Su principal aplicación es en los circuitos tetrafilares, donde se requiere seleccionamiento de neutro. En ciertos casos se las emplea para la eliminación de un punto de protección por razones de coordinación selectiva.

Fusible D y D0
Los fusibles tipos D y D0, también inicialmente presentados por la normalización alemana DIN y VDE, se encuentra hoy incorporados a la normalización de IEC 60269. Su principal campo de aplicación es para menores potencias nominales y menores capacidades de interrupción que los APR citados previamente y sus tensiones nominales son de 500 y 380(o 400) V respectivamente. Las corrientes nominales dependen del tipo y van desde 2A hasta 100A. Los fusibles tipo D y D0 poseen distintos tamaños normalizados, llamados DI (muy poco usado en nuestro medio), DII, DIII, DIV y D01, D02, D03 respectivamente. La diferencia fundamental entre el APR y el D / D0 se refiere a la seguridad personal. Los distintos tamaños y subtipos poseen corrientes nominales superpuestas en los extremos del rango, para facilitar el reemplazo y permitir el crecimiento del sistema y de la cargas. Como son adecuados para su manejo por personas inexpertas, se debe imposibilitar el reemplazo por uno de mayor corriente nominal, por lo que los diámetros del contacto interior están fijados en las normas de referencia sobre la base de la corriente nominal, poseyendo además el anillo de seguridad.
El anillo de seguridad está coloreado con los mismos colores que el indicador, estando relacionados con las corrientes nominales a fin de facilitar la individualización del fusible a instalar. Por lo que un fusible puede ser reemplazado por otro de menor corriente nominal, pero no a la inversa a fin de asegurar la protección del equipo a elemento para lo que fueron instalados. Poseen las mismas clases ya señaladas para los fusibles tipo APR.

Fusibles Cilíndricos
Su difusión en nuestro medio se ha incrementado recientemente, sobre la base de la teoría bastante discutida, tendiente a reducir al extremo los tamaños de los tableros eléctricos. Se disponen en varios tamaños y corrientes nominales indicados a continuación: 8,5 x 31,5 mm (diámetro de los contactos y largo total), corriente nominal de 0.5 a 25A; 10,3 x 38 mm, 1 a 32A; 14 x 51 mm, 6 a 50A y 22 x 58 mm, 40 a 125A, como pueden verse en la figura 2.3. Igualmente que en los casos anteriores, se disponen en clases gL, aR y aM. Las características de uso y operación son análogas a las ya vistas para tipos D y D0. También es muy usado el fusible sólido o seleccionador de neutro, cuyo uso fue explicado para el tipo APR.

Fusibles europeos
En esta clasificación se engloban numeroso tipos de fusibles, fundamentalmente ingresados al país incorporados a equipos de origen inglés y del este de Europa. Su forma es muy semejante al del APR, el cuerpo aislante es cerámico y generalmente cilíndrico, poseen relleno de arena de cuarzo. Sus contactos son de bronce plateado o estañado en forma de cuchillas centradas o desplazadas lateralmente, fijándose mediante bulones. La figura típica se muestra en la figura 2.4. Son de calidad equivalente al tipo APR y responden a normas BSI (inglesas) o de Europa del Este, estas últimas basadas fundamentalmente en normas rusas.
Cuando se hace referencia a fusibles de alta capacidad de ruptura y media tensión, salvando diferencias dimensionales, se reduce a un solo tipo, conocido como fusible HH.

Fusibles HH
Su nombre deriva de la siglas de su denominación en alemán, Hochspannungs-Hochleistungs-Siicherungen, presentado inicialmente por las normas DIN 43625 y VDE 0670, actualmente especificados para la Unión Europea der IEC 60282 parte 1. En sus características constructivas y principio de funcionamiento, se asemejan a los del tipo APR, poseyendo corrientes nominales desde 0,5A hasta los 400A, y tensiones nominales desde 2,3 kV hasta los 70kV. Los tamaños se encuentran originalmente normalizados por DIN 43625, fijando diámetro y largo del contacto cilíndrico en 45 y 33 mm, respectivamente, mientras que los largos del cuerpo son 192, 292, 367, 442 y 537 mm, con diámetro total máximo de 88 mm. Existen fusibles de características similares, pero con dimensiones diferentes, respondiendo a normas Norteamericanas y Europeas, los que tienden a uniformarse con las dimensiones citadas que se encuentran normalizadas por IEC 60282-1. En lo que respecta al elemento fusible, son fundamentalmente de dos tipos: de elemento longitudinal y de elemento en espiral. El elemento fusible es de plata con restricciones o reducciones periódicas de sección, según sean estas láminas o hilos cilíndricos respectivamente, ubicado dentro del cuerpo cerámico aislante y rodeado de arena de cuarzo. En general poseen indicador de operación, siendo este diferente a los utilizados para la baja tensión, ya que además cumple funciones de disparador o percutor, debiendo por ellos tener capacidad de realizar un trabajo mecánico, provocando la apertura de un seccionador o aparato de maniobra bajo carga, asociado. El objeto de este accesorio, es impedir que las cargas trifásicas queden con alimentación monofásica, o se presente el fenómeno de ferroresonancia, lo que ocurre cuando opera un fusible. Pudiendo causar daños considerables en las instalaciones protegidas.
El dispositivo de elemento longitudinal, no tiene el eslabón fusibles estirado entre los terminales, sino que está plegado en forma de zigzag, por lo que es especialmente adecuado para cargas con picos cíclicos o no cíclicos, como arranque y detención de motores; sometiendo al elemento a dilataciones y contracciones, que al estar dispuesto de esa manera no sufre tensiones mecánicas, las cuales lo deteriorarían por fatiga.
El eslabón fusible, como se dijo, puede ser de lámina o de sección circular que en ambos casos sufren reducciones en su sección, la primera posee estricciones, y la segunda varía según troncos de cono crecientes y decrecientes sucesivamente. En ciertos casos, poseen más donde se depositan aleaciones de bajo punto de fusión haciendo operar al fusible ante sobrecarga de corriente pero de larga duración. 
Los fusibles pueden ser tamaño grande, pequeño y familiar.
Las características de operación nominales se especifican en las normas VDE 0670 e IEC 60282, indicando la clase, full-range, propósito general o respaldo. La clase especifica el valor de la corriente mínima que el fusible de alta capacidad de ruptura y media tensión es capaz de interrumpir, que es aquella que lo funde en una hora si se trata del propósito general (aproximadamente del orden de 1,4 veces la corriente nominal). El fusible clase full-range es capaz de cortar cualquier corriente que funda su elemento fusible. Este amplio rango de operación, muchas veces innecesario y su alto costo ha reducido su aplicación a casos muy particulares y especiales.

## Fusible de baja capacidad de ruptura
Existen numeroso tipos de fusibles de baja capacidad de ruptura, por lo que solo se estudiarán los más difundidos en sistemas de distribución de energía eléctrica, que son el tipo denominado "Americano" para baja tensión e el "De Expulsión" para media tensión. 

Fusible Americano
El fusible conocido en nuestro medio como tipo Americano, tiene como cuerpo aislante de papel impregnado y posee contactos a cuchillas o casquillos según su corriente nominal. Tales contactos son de bronce, generalmente estañados y también sin ningún tipo de recubrimiento. Su característica principal es poseer elemento fusible reemplazable y no contener material de relleno. Por lo tanto son de baja capacidad de ruptura, alcanzando a 10 kA en sistemas de 220V de corriente alterna. Responden a las normas norteamericanas de Underwrite Laboratories (U.L.), la que nos designa como fusibles clase H, el máximo rango de corriente nominal es 600A y las tensiones nominales pueden ser 250 y 600V. Su uso está restringido y donde no existe la posibilidad de que se presenten sobrecargas leves, como por ejemplo emplearse para protección de motores eléctricos de mediana potencia, que cuenten con un dispositivo de protección térmica.
La norma UL citada describe otras clases de fusibles, denominadas con letras como J, L, etc., no difundidos en nuestro país, que poseen alta capacidad de ruptura alcanzando los 200 kA, empleando arena de cuarzo como material extintor de igual manera que el tipo APR descrito, pero el cuerpo es generalmente cilíndrico y derecho de fibra de vidrio impregnada con resinas. Poseen cuchillas planas que generalmente van sujetas por medio de bulones.

Fusible de expulsión
Fusible miniatura
- Datos: Q16570154